# Eschbach (Bajo Rin)
Eschbach es una comuna francesa situada en la circunscripción administrativa de Bajo Rin y, desde el 1 de enero de 2021, en el territorio de la Colectividad Europea de Alsacia, en la región de Gran Este.

## Demografía
| 775 | 843 | 919 | 874 | 922 | 951 | 960 |
| Para los censos de 1962 a 1999 la población legal corresponde a la población sin duplicidades (Fuente: INSEE [Consultar]) |     |     |     |     |     |     |